# Otto Moritz von Richter
Otto Moritz Arthur von Richter (* 17. November 1824 in Dorpat; † 12. November 1892 in Riga) war ein livländischer Landespolitiker, Landrat und Mitglied des russischen Staatsrats.

## Leben

### Herkunft und Familie
Otto Moritz von Richter stammte aus dem deutsch-baltischen Adelsgeschlecht von Richter. Seine Eltern waren Eduard von Richter (* 1816; † 1900 in Bonn) und Anna von Maydell. Er heiratete 1846 die Freiin Elise Schoultz von Ascheraden (1827–1908), sie hatten keine Nachkommen.

### Werdegang
In den Krümmerschen Anstalten zu Werro erhielt Otto Moritz seine Schulausbildung und erlangte die Reifeprüfung. An der Kaiserlichen Universität Dorpat belegte er von 1842 bis 43 einen Diplomstudiengang und von 1844 bis 1845 studierte er in Berlin und Heidelberg Rechtswissenschaft. Nach seiner juristischen Ausbildung wurde er 1846 Adjunkt am Ordnungsgericht, dann ab 1849 Kreisgerichtsassessor. Ab 1850 war er Kirchspielrichter und von 1852 bis 1860 Direktor der Estnischen Bezirksverwaltung und der Bauerrentenbank sowie Kreisrichter in Dorpat. Er übernahm 1860 das Amt des Sekretärs der Livländischen Ritterschaft in Riga und wurde für die Perioden 1862 bis 1869 und 1870 bis 1892 zum livländischen Landrat gewählt. Von 1882 bis 1887 war er „Residierender Landrat“ mit Sitz in Riga, gleichzeitig war er bis 1885 Präsident des Schulkollegiums am Landesgymnasium Birkenruh bei Wenden.  Schließlich wurde er zum Kammerherren ernannt und war Mitglied des Russischen Staatsrates.

## Persönlichkeitsmerkmale
Otto Moritz war ein begabter Redner, der besonders als Realpolitiker hervortrat. Er galt in den 1860er Jahren als ein liberaler Landespolitiker, entwickelte sich aber später als Führer der Konservativen zum Gegner der Landesverfassungsreformen. Er setzte sich für die Gründung des Statistischen Büros der Livländischen Ritterschaft ein und scheiterte 1869 an der Verwirklichung des Baues einer Eisenbahnverbindung zwischen Livland und Russland. Zwischen 1877 und 1878 unterstützte er die livländische Grundsteuerreform.